# Kertawinangun (Kandanghaur)
Kertawinangun is een bestuurslaag in het regentschap Indramayu van de provincie West-Java, Indonesië. Kertawinangun telt 4824 inwoners (volkstelling 2010).